# Мар'їн стрімчак
Мар'їн стрімчак — геологічна пам'ятка природи місцевого значення. Розташована на території Брянківської міської ради Луганської області. Загальна площа — 4 га.
Геологічна пам'ятка отримала статус згідно з рішенням Луганської обласної ради № 7/23 від 
7 квітня 2003 року.
Стрімчак знаходиться у долині річки Лозової в районі балки Стара Замківка. Висота над рівнем моря — 191 м. Геологічна основа представлена відкладеннями середнього карбону, жовтувато-сіруватими, іноді буруватими середньозернистими пісковиками, за мінеральним складом поліміктові польовошпатові кварцові, прошаровані глинистим, вуглистим і слюдистим матеріалом. Зверху розташовані четвертичні відкладення, представлені жовто-бурими суглинками з включенням уламків порід карбону.